# Castillo de Ravós
El castillo de Ravós (en catalán: Castell de Ravós) es un castillo en ruinas situado sobre una pequeña colina en la orilla oriental del río Terri. Incluye en su recinto la iglesia de Sant Cugat, que antes fue su capilla. Según algunos expertos, formaba parte de la línea defensiva al norte de Gerona, junto con los castillos de Medinyà y de Montagut.

## Historia
Históricamente, el castillo es identificado con el castillo-palacio de Ravós, mencionado en las fuentes latinas como castrum de Rogationibus, que dependía del archidiácono de Gerona, quien a menudo recibía el nombre de archidiácono de Ravós por poseer la señoría del lugar y su castillo. En 1144 se encuentra documentado un Arnaldus de Rogationibus levita. También hay una mención de 1296 del stallio et castllania de Rogacionibus, que era propiedad de la sede de Gerona. Bernat de Vilamarí, obispo de Gerona entre 1292 y 1312, cedió los derechos sobre el castillo a Ramon de Vilaric, que los feudó a los señores de Palol de Rebardit. En 1316 es mencionado el «castrum» de este sitio. Durante mucho tiempo, por tanto, pertenecía a una señoría eclesiástica. Con la desamortización en el siglo XIX, el castillo pasó en 1835 a particulares y se convirtió en campesinado. Desde entonces ha sido restaurado varias veces.
El nombre de Rogationibus que aparece en las fuentes latinas fue evolucionando, desde Rabedonibus en 1272, pasando por Rabonibus y, finalmente, Ravós.

## Arquitectura
Se trata de un edificio de planta trapezoidal con cuatro torres almenadas redondas en sus esquinas, y un patio interior creado a partir de la iglesia que queda adosada en su interior al muro de tramontana. Conserva buena parte de las fachadas este y norte, con sus torres, en una de ellas todavía se conserva la cubierta. Las paredes son de mampostería rebozada en las fachadas, y las cubiertas son realizadas con teja árabe en varias vertientes. En la parte superior de la fachada oriental se conservan restos de almenas. El acceso principal está situado en la fachada norte, siendo un gran portal con dintel de dovelas recortadas en regraso, es decir, que el grosor del trasdós es mayor al del intradós. En su interior, el castillo consta de planta baja y dos pisos.
Fue construido durante los siglos siglo XII-XIII y, sufrió numerosas reformas y modificaciones en el siglo XIV y luego en la Edad Moderna.

## Pinturas murales
Las pinturas murales de la iglesia de Ravós se redescubrieron en los años 1920. Hubo planes de trasladarlas a un museo de Gerona o Barcelona, si bien la fuerte oposición de los vecinos del pueblo han vetado de momento esta opción.